# Campionat capverdià de futbol 2004
La temporada 2004 de la Lliga capverdiana de futbol fou la 25a edició d'aquesta competició de futbol de Cap Verd. Va començar el 8 de maig i va finalitzar el 10 de juliol, abans que l'any anterior. El torneig estava organitzat per la Federació Capverdiana de Futbol (FCF).
El club SC Sal Rei va guanyar el seu 1r títol.
L'Académico do Aeroporto era el defensor del títol. Van participar en la competició un total d'11 clubs, un com a guanyador del títol de la temporada anterior, i un de cada lliga insular, amb l'excepció de la Lliga de Santo Antão de futbol (Sud), que no es va disputar.

## Clubs participants
- Académico do Aeroporto, guanyador del Campionat capverdià de futbol 2003
- Sal-Rei FC, guanyador de la Lliga de Boa Vista de futbol
- CD Nô Pintcha, guanyador de la Lliga de Brava de futbol
- Vulcânicos FC, guanyador de la Lliga de Fogo de futbol
- Onze Unidos, guanyador de la Lliga de Maio de futbol
- SC Santa Maria, finalista de la Lliga de Sal de futbol
- Paulense Desportivo Clube, guanyador de la Lliga de Santo Antão de futbol (Nord)
- FC Ultramarina, guanyador de la Lliga de São Nicolau de futbol
- Académica do Mindelo, guanyador de la Lliga de São Vicente de futbol
- Estrela dos Amadores, guanyador de la Lliga de Santiago de futbol (Nord)
- Académica da Praia, guanyador de la Lliga de Santiago de futbol (Sud)

### Informació sobre els clubs
| Club                      | Seu                     |
| ------------------------- | ----------------------- |
| Académica do Mindelo      | Mindelo                 |
| Académica da Praia        | Praia                   |
| Académico do Aeroporto    | Espargos                |
| Estrela dos Amadores      | Tarrafal                |
| CD Nô Pintcha             | Furna                   |
| Onze Unidos               | Vila do Maio            |
| Paulense Desportivo Clube | Paúl                    |
| Sal-Rei FC                | Sal Rei                 |
| SC Santa Maria            | Santa Maria             |
| FC Ultramarina            | Tarrafal de São Nicolau |
| Vulcânicos FC             | São Filipe              |

## Classificació

### Grup A
| Pos. | Equip                     | PJ | PG | PE | PP | GF | GC | Dif.G | Pts. |
| ---- | ------------------------- | -- | -- | -- | -- | -- | -- | ----- | ---- |
| 1    | Académico do Aeroporto    | 5  | 3  | 2  | 0  | 14 | 3  | +11   | 11   |
| 2    | Sal-Rei FC                | 5  | 3  | 2  | 0  | 12 | 2  | +10   | 11   |
| 3    | Académica do Mindelo      | 5  | 3  | 2  | 0  | 11 | 2  | +9    | 11   |
| 4    | CD Nô Pintcha             | 5  | 2  | 0  | 3  | 4  | 10 | -6    | 6    |
| 5    | Paulense Desportivo Clube | 5  | 1  | 0  | 4  | 3  | 13 | -10   | 3    |
| 6    | Estrela dos Amadores      | 5  | 0  | 0  | 5  | 1  | 15 | -14   | 0    |

### Grup B
| Pos. | Equip              | PJ | PG | PE | PP | GF | GC | Dif.G | Pts. |
| ---- | ------------------ | -- | -- | -- | -- | -- | -- | ----- | ---- |
| 1    | FC Ultramarina     | 4  | 2  | 1  | 1  | 7  | 3  | +4    | 7    |
| 2    | Académica da Praia | 4  | 2  | 1  | 1  | 9  | 6  | +3    | 17   |
| 3    | Onze Unidos        | 4  | 2  | 1  | 1  | 5  | 3  | +2    | 7    |
| 4    | Vulcânicos FC      | 4  | 1  | 2  | 1  | 7  | 8  | -1    | 5    |
| 5    | SC Santa Maria     | 4  | 0  | 1  | 3  | 3  | 11 | -8    | 1    |

## Resultats
| Sal Rei           | 4 - 0 | Estrelas dos Amadores | 8 maig |
| Académica Mindelo | 1 - 1 | Académico Aeroporto   | 8 maig |
| Nô Pintcha        | 1 - 0 | Paulense              | 9 maig |
| Onze Unidos       | 0 - 0 | Ultramarina           | 8 maig |
| Vulcânicos        | 3 - 3 | Académica Praia       | 8 maig |

| Paulense              | 0 - 4 | Académica Mindelo | 15 maig |
| Académico Aeroporto   | 2 - 2 | Sal Rei           | 15 maig |
| Estrelas dos Amadores | 0 - 3 | Nô Pintcha        | 16 maig |
| Académica Praia       | 1 - 0 | Onze Unidos       | 15 maig |
| Santa Maria           | 1 - 1 | Vulcânicos        | 16 maig |

| Paulense          | 3 - 0 | Estrelas dos Amadores | 22 maig |
| Académica Mindelo | 0 - 0 | Sal Rei               | 22 maig |
| Nô Pintcha        | 0 - 3 | Académico Aeroporto   | 23 maig |
| Santa Maria       | 0 - 4 | Ultramarina           | 22 maig |
| Vulcânicos        | 1 - 3 | Onze Unidos           | 22 maig |

| Sal Rei               | 4 - 0 | Nô Pintcha        | 29 maig |
| Académico Aeroporto   | 6 - 0 | Paulense          | 29 maig |
| Estrelas dos Amadores | 1 - 3 | Académica Mindelo | 30 maig |
| Ultramarina           | 1 - 2 | Vulcânicos        | 29 maig |
| Académica Praia       | 4 - 1 | Santa Maria       | 29 maig |

| Paulense              | 0 - 2 | Sal Rei             | 5 juny |
| Académica Mindelo     | 3 - 0 | Nô Pintcha          | 5 juny |
| Estrelas dos Amadores | 0 - 2 | Académico Aeroporto | 5 juny |
| Ultramarina           | 2 - 1 | Académica Praia     | 5 juny |
| Santa Maria           | 1 - 2 | Onze Unidos         | 5 juny |

## Fase final
|  | Semifinals | Semifinals             | Semifinals | Semifinals | Semifinals |   |                    | Final | Final | Final | Final | Final |
|  |            |                        |            |            |            |   |                    |       |       |       |       |       |
|  |            | Académica da Praia     | 2          | 2          | 4          |   |                    |       |       |       |       |       |
|  |            | Académico do Aeroporto | 1          | 1          | 2          |   |                    |       |       |       |       |       |
|  |            | Académico do Aeroporto | 1          | 1          | 2          |   | Académica da Praia | 0     | 2     | 2     |       |       |
|  |            |                        |            |            |            |   | Académica da Praia | 0     | 2     | 2     |       |       |
|  |            |                        | Sal-Rei FC | 2          | 1          | 3 |                    |       |       |       |       |       |
|  |            | FC Ultramarina         | Sal-Rei FC | 2          | 1          | 3 | 2                  | 1     | 3     |       |       |       |
|  |            | FC Ultramarina         |            |            |            |   | 2                  | 1     | 3     |       |       |       |
|  |            | Sal-Rei FC             | 1          | 2          | 3          |   |                    |       |       |       |       |       |

### Semifinals
| Académica da Praia | 2:1 | Académico do Aeroporto |
| ------------------ | --- | ---------------------- |
|                    |     |                        |

 Estádio da Várzea
Praia
| Sal-Rei FC | 2:1 | FC Ultramarina |
| ---------- | --- | -------------- |
|            |     |                |

 Sal Rei        
| Académico do Aeroporto | 1:2 | Académica da Praia |
| ---------------------- | --- | ------------------ |
|                        |     |                    |

 Espargos
| FC Ultramarina  | 2:1 | Sal-Rei FC |
| --------------- | --- | ---------- |
|                 |     |            |
| Tanda de penals |     |            |
|                 | 4:5 |            |

 Tarrafal de São Nicolau

### Final
| Académica da Praia | 0:2 | Sal-Rei FC         |
| ------------------ | --- | ------------------ |
|                    |     | Kai 37' · Ravs 83' |

 Estádio da Várzea
Praia
| Sal-Rei FC | 1:2 | Académica da Praia  |
| ---------- | --- | ------------------- |
| Ravs 68'   |     | Décio 6' · Yuri 93' |

 Sal Rei
| Guanyador Sal-Rei FC 1r títol |

## Estadístiques
- Màxim golejador: Ravs: 11 gols (Sal Rei FC)
- Victòria més àmplia: Académico Aeroporto 6-0 Paulense (29 maig)